# Liga Comunista de Lucha (CLS)
La Liga Comunista de Lucha ( CLS ) fue una pequeña organización comunista activa en los Estados Unidos durante los años 30. Fundada por Albert Weisbord y su esposa, Vera Buch, ambos veteranos del movimiento socialista de izquierda y del Partido Comunista de los Estados Unidos, la CLS se adhirió brevemente a las ideas de León Trotski independientemente de la Liga Comunista de América . Estuvo afiliado a la Oficina Internacional de Organizaciones Juveniles Revolucionarias hasta 1935. El grupo disminuyó en tamaño y desapareció en la primavera de 1937.

## Historia de la organización

### Formación

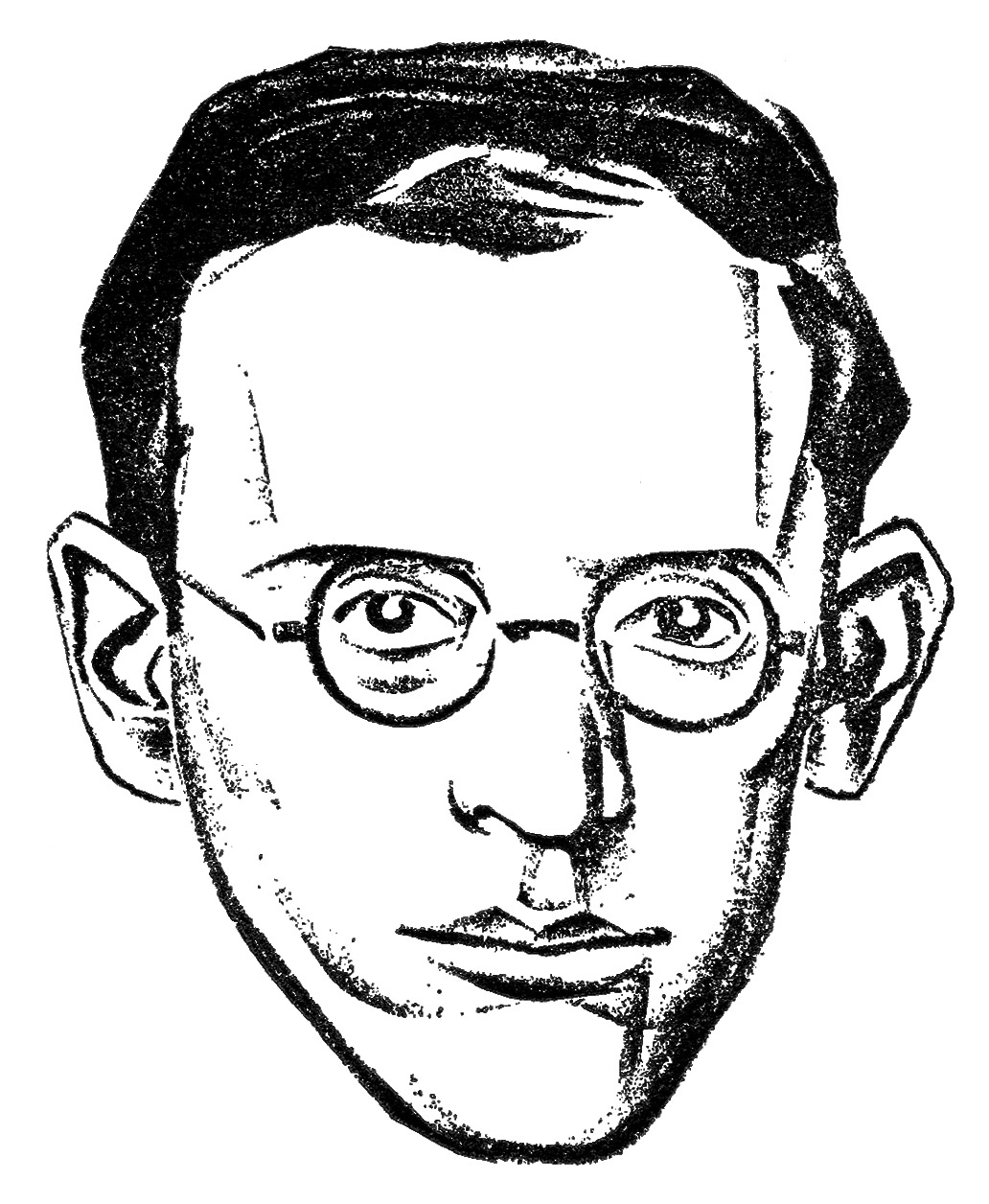
Sindicalista y activista radical Albert Weisbord, figura destacada de la Liga Comunista de Lucha.

La Liga Comunista de Lucha (CLS) fue una rama fraccional de la Liga Comunista de América (CLA), un partido político trotskista encabezado por James P. Cannon . La organización se formó el 15 de marzo de 1931, para tratar de lidiar con lo que llamaban "los errores de principios de los demás grupos comunistas " y la "violencia organizativa... dentro del movimiento comunista".
Las fuerzas principales en la CLS fueron el líder sindical Albert Weisbord, un exlíder de la organización juvenil del Partido Socialista, graduado en 1924 de la Facultad de Derecho de Harvard y miembro del Partido de los Trabajadores de América desde ese mismo año; y su esposa Vera Buch, activista en la Sección de Izquierda del Partido Socialista desde 1919 y miembro del Partido Comunista de América desde 1920. La pareja se había hecho un nombre como líderes de la Huelga Textil de Passaic de 1926, una huelga de casi 15.000 trabajadores de Nueva Jersey en las fábricas de lana y seda de la ciudad de Passaic y sus alrededores.
Weisbord había sido expulsado del Partido Comunista en 1929, al parecer por ser impredecible en sus actividades. Sin embargo, en lugar de unirse a Jim Cannon y sus lugartenientes Martin Abern y Max Shachtman en la Liga Comunista de América, Weisbord decidió formar su propio grupo.
La CLS se autodenominó deliberadamente como un partido de vanguardia adherido a "la Oposición de Izquierda Internacional, dirigida por León Trotsky ". En una declaración detallada sobre la política general emitida en la fundación del grupo, la CLS declaró que respaldaba  "de todo corazón" el concepto de frente único y pidió la formación de un "partido obrero de masas sobre una base federada que moverá a la clase trabajadora de este país a la acción política independiente".
La CLS adoptó una postura retórica dura hacia las otras tres organizaciones comunistas que existían en el momento de su formación: el Partido Comunista de EE. UU., la Liga Comunista de América de Cannon (Oposición) y el Partido Comunista de Jay Lovestone (Grupo Mayoritario), declarando que "considera a los otros tres grupos como grupos oportunistas de 'derecha', cada uno diferente en forma y manera, pero cada uno sobreestimando al enemigo y subestimando al proletariado". En el momento de la formación de su grupo, Weisbord anunció descaradamente el nacimiento de "no una secta aislada, sino un grupo fuerte de comunistas curtidos".

Weisbord se esforzó por ganarse la sanción oficial del exiliado Trotski, escribiéndole en 1931. Sin embargo, Trotski no pudo dejar de apoyar a la CLA de Cannon y respondió a Weisbord con una carta que envió con copia al carbón al Comité Ejecutivo Nacional de la Liga Comunista de América. Trotski criticó duramente la decisión de Weisbord de actuar por su cuenta con una nueva organización paralela:
"No puedo adoptar su punto de vista. Su crítica a la Liga Americana me parece unilateral, artificial y terriblemente exagerada. Compara a la Liga y al ala derecha, lo que demuestra que ignora por completo la idoneidad de las cosas. Usted se burla de la actividad editorial de la Liga y le contrapone su ' acción de masas '. ¿Tiene alguna actividad masiva detrás de sí? Antes de volverse hacia las masas, uno debe construir una base de principios. Uno comienza como un grupo de propaganda y se desarrolla en la dirección de la acción de masas. * * *

 “Usted se declara leal a la Oposición de Izquierda Internacional . Organizacionalmente, no es este el caso. Por lo tanto, esto sólo puede entenderse en el sentido de una solidaridad general de ideas. * * * Si la solidaridad de ideas con la Oposición de Izquierda realmente significa algo para usted, debe construir un puente de regreso a la Liga. . . ." 
Weisbord se sintió movido por el reproche publicitado de Trotski para entablar negociaciones de unidad con la CLA, aunque las diferencias en personalidad y perspectiva resultaron ser insuperables y la CLA terminó el diálogo en octubre de 1932.
La CLS mantuvo una existencia independiente. En 1935 coqueteó brevemente con fusionarse con el Partido de los Trabajadores de los Estados Unidos formado por la unión de fuerzas del Partido de los Trabajadores Estadounidenses de AJ Muste con la Liga Comunista de América de Cannon, una decisión que finalmente fue rechazada. "No nos uniremos al Partido de los Trabajadores, pero no tenemos ninguna duda de que los mejores elementos que pueden haberse reunido por el momento dentro de los campos del Partido de los Trabajadores eventualmente se encontrarán luchando hombro con hombro con nosotros", declaró la CLS.

### Disolución
La Liga Comunista de Lucha desapareció silenciosamente de la escena política en la primavera de 1937, sin que se anunciara la desaparición del grupo en el número final de su órgano oficial.

### Membresía
La Liga Comunista de Lucha (CLS) nunca llegó a publicar un recuento de sus miembros. Dado que la Liga Comunista de América (Oposición), el grupo del que se separó, tenía una membresía de "menos de 200" durante el período 1931-1933, parece muy probable que la CLS comenzara con una membresía de menos de 50. Parece que el grupo nunca alcanzó una masa crítica y se redujo a un pequeño puñado de activistas durante sus últimos años.
El grupo se vio gravemente debilitado por la muerte de uno de sus principales miembros, el polaco Sam Fisher, de tuberculosis a principios de 1935, a la edad de 27 años. Fisher, miembro expulsado del Partido Comunista, participó activamente en la organización de trabajadores desempleados en la ciudad de Nueva York y como organizadora del Sindicato Unido de Trabajadores de Lavandería y fue la organizadora de CLS en Nueva Jersey .

### Órganos oficiales
El diario principal de la Liga Comunista de Lucha era un boletín mimeografiado La Lucha de Clases. La publicación se emitió de manera aproximadamente mensual con números combinados ocasionales. El primer número apareció en mayo de 1931 y el número final, el número 53 , estaba fechado "abril/mayo de 1937".
La CLS también publicó varios números de un periódico comercial para trabajadores de astilleros llamado The Red Dreadnaught.

## Publicaciones
- Por una Nueva Internacional Comunista. Nueva York: Liga Comunista de Lucha, 1933.
- El Comunismo y el Orden Social. Nueva York: Liga Comunista de Lucha, 1934.
- La lucha por la emancipación de los negros: la posición de los internacionalistas-comunistas de los Estados Unidos. Nueva York: Liga Comunista de Lucha, 1935.
- La lucha de los desempleados: la posición de los internacionalistas-comunistas de Estados Unidos. Nueva York: Liga Comunista de Lucha, 1935.
- La lucha por el comunismo: la posición de los internacionalistas-comunistas de los Estados Unidos. (también conocido como Tesis de la Liga Comunista de Lucha ) Nueva York: Liga Comunista de Lucha, 1935.

## Otras lecturas
- Albert Weisbord, Passaic: La historia de una lucha contra los salarios de hambre y por el derecho a organizarse. Chicago: Daily Worker Publishing Co., 1926. Reimpreso en 1976.
- Vera Buch Weisbord, Una vida radical. Bloomington: Prensa de la Universidad de Indiana, 1977.

- Datos: Q5154304